# Mycteroptidae
Mycteroptidae são uma família de euriptéridos, um grupo de artrópodes quelicerados extintos comumente conhecidos como "escorpiões marinhos". A família é uma das três famílias contidas na superfamília Mycteropoidea (juntamente com Hibbertopteridae [en] e Drepanopteridae [en]), que por sua vez é uma das quatro superfamílias classificadas como parte da subordem Stylonurina [en].
Micteroptídeos eram euriptéridos que se alimentavam por varredura, conhecidos do Carbonífero Superior (Pensilvânico) ao Permiano Superior (Lopinguiano).

## Descrição
Micteroptídeos eram micteropoides de tamanho médio a razoavelmente grande, com prossomas parabólicos e um telson hastado com quilhas ventrais pareadas. Eles tinham um ornamento cuticular de escamas ou mucros e, ao contrário de hibbertoptéridos [en], o apêndice IV não era espinífero. O primeiro e o segundo tergitos opistossomais eram fortemente desenvolvidos e alongados. As cabeças em micteroptídeos tinham formato subtrapezoidal com pequenos olhos compostos.
Micteroptídeos usavam apenas os apêndices II e III para capturar presas, enquanto hibbertoptéridos usavam os apêndices II, III e IV.

## Gêneros e espécies
Três dos quatro gêneros incluídos na Mycteroptidae, Mycterops [en], Woodwardopterus [en] e Megarachne, podem representar diferentes estágios ontogenéticos um do outro, com base nos tamanhos dos espécimes referidos e nos padrões de mucronação. Isso levaria à sinonimização dos gêneros Woodwardopterus e Megarachne com Mycterops.
Família Mycteroptidae Cope, 1886
- Mycterops [en] Cope, 1886
  -  ?Mycterops blairi Waterston, 1968
  - Mycterops matthieui Pruvost, 1924
  - Mycterops ordinatus Cope, 1886
  -  ?Mycterops whitei Schram, 1984
- Woodwardopterus [en] Kjellesvig-Waering, 1959
  - Woodwardopterus scabrosus (Woodward, 1887)
  - Woodwardopterus freemanorum Poschmanna & Rozefelds, 2021
- Megarachne Hünicken, 1980
  - Megarachne servinei Hünicken, 1980
- Hastimima [en] White, 1908
  - Hastimima whitei White, 1908